# Station Karcino
Station Karcino is een spoorwegstation in de Poolse plaats Karcino.